# طوطی پشت آبی
طوطی پشت آبی یا طوطی مولر (نام علمی: Tanygnathus sumatranus)، پرنده‌ایست از خانوادهٔ طوطیان که بومی فیلیپین، جزیرهٔ سولاوسی و دیگر جزایر اندونزیایی نزدیک به آن می‌باشد. این طوطی که غالباً شب‌فعال است، در دستجاتی کوچک در جنگل‌ها و نواحی نزدیک آنها (از جمله مناطق زیر کشت) زندگی کرده و از محصولات زراعی همچون ذرت تغذیه می‌نماید.

## مشخصات
طوطی پشت آبی دارای جثه‌ای متوسط به طول ۳۲ سانتی‌متر است. پرهای آن در ناحیهٔ سر، پشت سر، بال‌ها و دم سبز تیره بوده و در نوک بال‌ها به زرد متمایل می‌شود و در ناحیهٔ شکم و طوق گردن سبز کمرنگ است. پرهای بالای دم و خمیدگی بال‌ها نیز آبی است. منقار پرندهٔ نر قرمزرنگ بوده و منقار پرندهٔ ماده زرد کمرنگ یا شاخی رنگ می‌باشد.

## زیرگونه‌ها
طوطی پشت آبی دارای شش زیرگونه است:
- Tanygnathus sumatranus sumatranus
- Tanygnathus sumatranus sangirensis
- Tanygnathus sumatranus burbidgii
- Tanygnathus sumatranus everetti
- Tanygnathus sumatranus duponti
- Tanygnathus sumatranus freeri

## نگارخانه

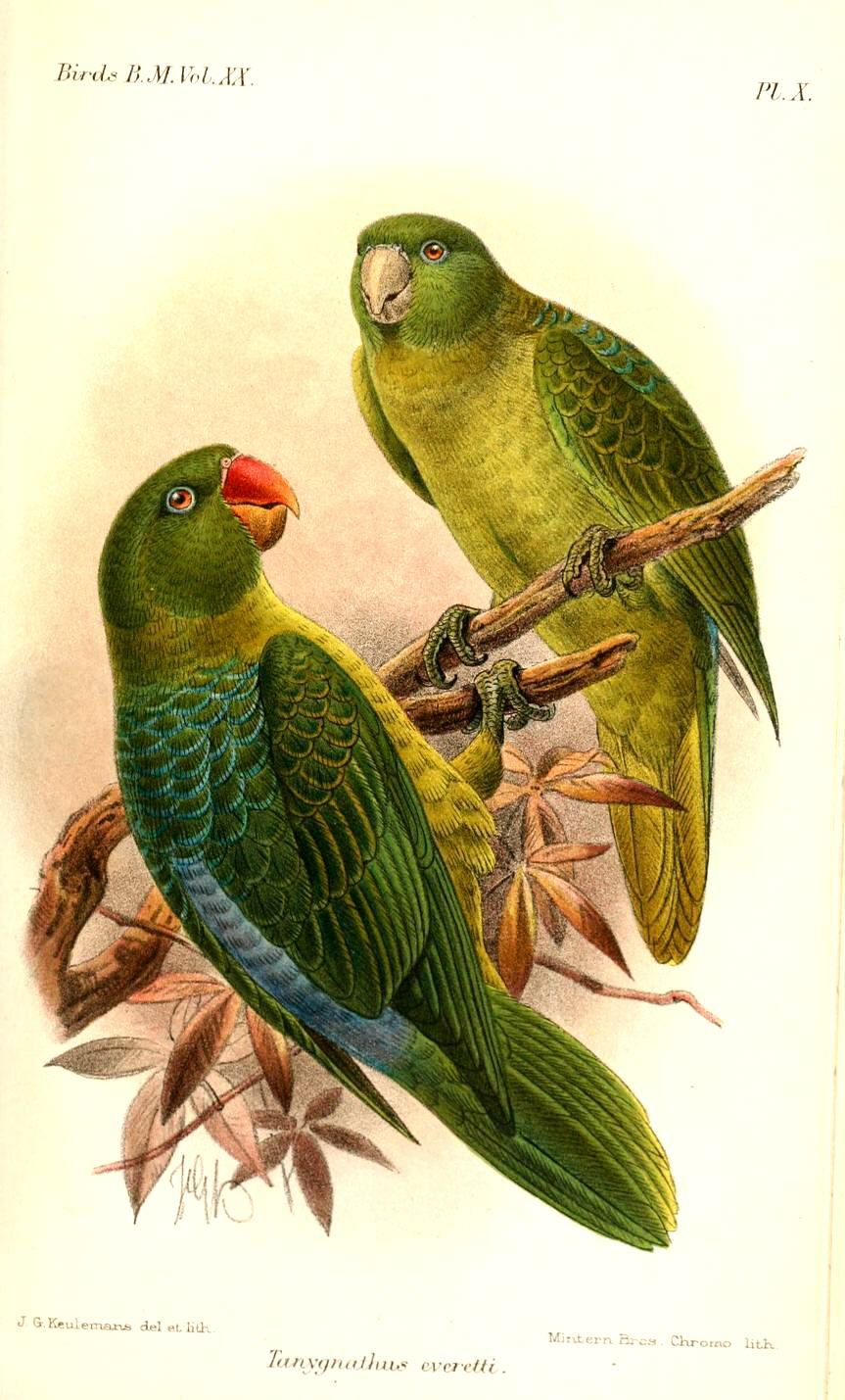
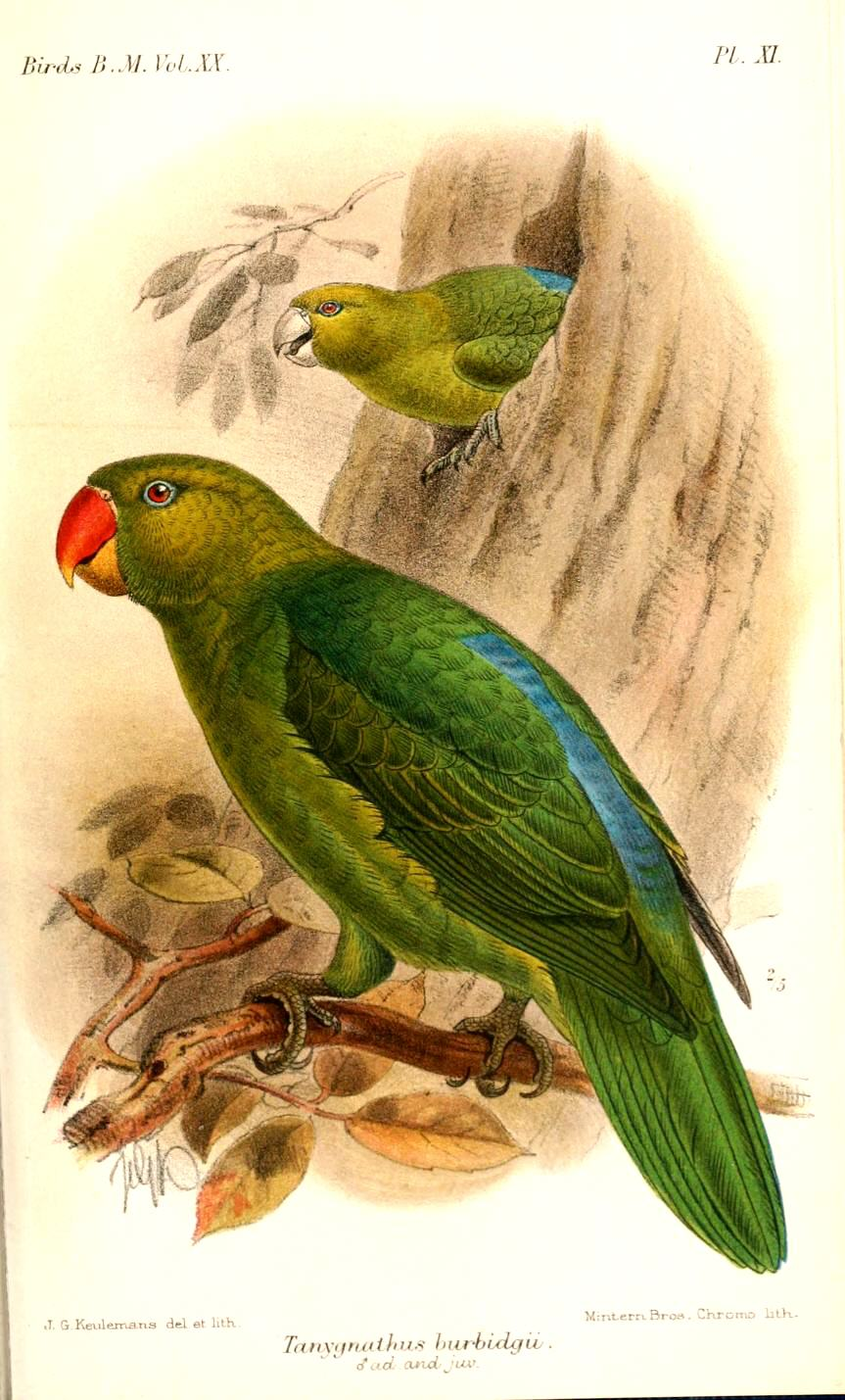